# Research Committee on Sociology of Law
Das Research Committee on Sociology of Law (RCSL) ist die bisher einzige internationale Organisation im Bereich der Rechtssoziologie. Formell ist es nur eines der mehr als fünfzig Forschungskomitees der International Sociological Association. Aufgrund seines interdisziplinären Gegenstandsbereichs übt das RCSL jedoch eine beträchtliche Anziehungskraft sowohl auf Rechtswissenschaftler wie auf Soziologen aus. Seit 1989 ist das RCSL für die Arbeit des International Institute for the Sociology of Law verantwortlich.
Das RCSL wurde 1962 während des ISA-Kongresses in Washington gegründet. William Evans (USA) und Adam Podgorecki (damals Polen, später Kanada) waren seine Gründungsväter. Renato Treves, Doyen der italienischen Rechtssoziologie half das Komitee als RC 12 innerhalb der International Sociological Association zu etablieren. Zu seinen Gründungsmitgliedern gehörten Vilhelm Aubert (Norwegen), Jean Carbonnier (Frankreich), Ralf Dahrendorf (Deutschland), Jan Glastra van Loon, (Niederlande), Verner Goldschmidt (Dänemark), Otto Kahn-Freund (Großbritannien), Takeyoshi Kawashima (Japan), Carl Olivecrona (Schweden), Luis Recasens Siches (Mexico) und Philip Selznick (USA).
Satzungsgemäße Ziele des RCSL sind die Herstellung persönlicher Kontakte zwischen den im Feld der Rechtssoziologie tätigen Wissenschaftlern verschiedener Länder, die Verbreitung und der Austausch relevanter Informationen und die Förderung der Rechtssoziologie als akademisches Fach. Der Verwirklichung dieser Ziele dienen jährliche Tagungen, die Institution von festen Arbeitsgruppen zu speziellen Themen und (seit 1989) das International Institute for the Sociology of Law.
Das RCSL hat weltweit ca. 300 Mitglieder. Sie wählen alle vier (bis 2010: drei) Jahre einen Präsidenten und einen Vorstand. Gegenwärtiger Präsident ist Vittoria Olgiati (Italien).